# Arrondissement de Coesfeld
L'arrondissement de Coesfeld, en allemand Kreis Coesfeld, est une division administrative allemande, située dans le land de Rhénanie-du-Nord-Westphalie.

## Situation géographique
L'arrondissement de Coesfeld est situé entre la ville de Münster et le bassin de la Ruhr au sud du pays de Münster. Il a des limites avec les arrondissements de Borken, Steinfurt, Warendorf Warendorf, Unna et Recklinghausen ainsi qu'aux villes de Hamm et Münster. Il est traversé par les autoroutes A 1 (Dortmund-Münster) et A 43 (Bochum-Münster).

## Histoire
L'arrondissement fut créé le 1er janvier 1975 par loi du 9 juillet 1974 en fusionnant les anciens arrondissement de Coesfeld et Lüdinghausen.

## Communes
L'arrondissement compte 11 communes dont 5 villes.

* Chef-lieu de l'arrondissement
| Communes                     | Population du 31 déc 2006 | Superficie | Densité hab./km² |
| ---------------------------- | ------------------------- | ---------- | ---------------- |
| Ascheberg                    | 15 034                    | 106,28 km² | 141,5            |
| Billerbeck, ville            | 11 543                    | 91,06 km²  | 126,8            |
| Coesfeld, ville *            | 36 660                    | 141,05 km² | 259,9            |
| Dülmen, ville                | 47 432                    | 184,47 km² | 257,1            |
| Havixbeck                    | 11 884                    | 53,01 km²  | 224,2            |
| Lüdinghausen, ville          | 24 298                    | 140,33 km² | 173,1            |
| Nordkirchen                  | 10 487                    | 52,38 km²  | 200,2            |
| Nottuln                      | 20 253                    | 85,63 km²  | 236,5            |
| Olfen, ville                 | 12 307                    | 52,43 km²  | 234,7            |
| Rosendahl                    | 10 939                    | 94,23 km²  | 116,1            |
| Senden                       | 20 657                    | 109,30 km² | 189,0            |
| communes de l'arrondissement |                           |            |                  |

## Politique

### Élections du préfet (Landrat)
|       | Scrutin du 12 sept. 1999 | Scrutin du 12 sept. 1999 | Scrutin du 12 sept. 1999 | Scrutin du 26 sept. 2004 | Scrutin du 26 sept. 2004 | Scrutin du 26 sept. 2004 |
| Parti | Candidat                 | Votes                    | %                        | Candidat                 | Votes                    | %                        |
| ----- | ------------------------ | ------------------------ | ------------------------ | ------------------------ | ------------------------ | ------------------------ |
| CDU   | Hans Pixa                | 63 920                   | 64,1 %                   | Konrad Püning            | 58 635                   | 56,6 %                   |
| SPD   | Ilse Ridder-Melchers     | 27 094                   | 27,2 %                   | André Stinka             | 35 522                   | 24,6 %                   |
| Grüne | Rainer Michaelis         | 5 287                    | 5,3 %                    | Willi Kortmann           | 11 540                   | 11,1 %                   |
| FDP   | Thomas M. Schneider      | 2 572                    | 2,6 %                    | Gerhard Stauff           | 7 921                    | 7,6 %                    |
| ödp   | Peter Diercksen          | 904                      | 0,9 %                    |                          |                          |                          |

### Élections du conseil (Kreistag)
|       | Scrutin du 12 sept. 1999 | Scrutin du 12 sept. 1999 | Scrutin du 12 sept. 1999 | Scrutin du 26 sept. 2004 | Scrutin du 26 sept. 2004 | Scrutin du 26 sept. 2004 |
| Parti | Votes                    | %                        | Sièges                   | Votes                    | %                        | Sièges                   |
| ----- | ------------------------ | ------------------------ | ------------------------ | ------------------------ | ------------------------ | ------------------------ |
| CDU   |                          | %                        |                          | 56 064                   | 53,6 %                   | 29                       |
| SPD   |                          | %                        |                          | 25 582                   | 24,4 %                   | 13                       |
| Grüne |                          | %                        |                          | 11 472                   | 11,0 %                   | 6                        |
| FDP   |                          | %                        |                          | 9.138                    | 8,7 %                    | 5                        |
| ödp   |                          | %                        |                          | 2 423                    | 2,3 %                    | 1                        |

## Juridiction
Juridiction ordinaire
- Cour d'appel (Oberlandesgericht) de Hamm
  - Tribunal régional (Landgericht) de Münster
    - Tribunal cantonal (Amtsgericht) de Coesfeld: Billerbeck, Coesfeld, Havixbeck, Nottuln, Rosendahl
    - Tribunal cantonal de Dülmen: Dülmen
    - Tribunal cantonal de Lüdinghausen: Ascheberg, Lüdinghausen, Nordkirchen, Olfen, Senden

Juridiction spéciale
- Tribunal supérieur du travail (Landesarbeitsgericht) de Hamm
  - Tribunal du travail (Arbeitsgericht) de Bocholt
- Tribunal administratif (Verwaltungsgericht) de Münster
- Tribunal des affaires de Sécurité sociale (Sozialgericht) de Münster